# Бодонвилије
Бодонвилије (фр. Baudonvilliers) насеље је и општина у североисточној Француској у региону Лорена, у департману Меза која припада префектури Бар ле Дик.
По подацима из 2011. године у општини је живело 414 становника, а густина насељености је износила 134,85 становника/km². Општина се простире на површини од 3,07 km². Налази се на средњој надморској висини од 189 метара (максималној 217 m, а минималној 172 m).

## Демографија
| 1962. | 1968. | 1975. | 1982. | 1990. | 1999. | 2011. |
| ----- | ----- | ----- | ----- | ----- | ----- | ----- |
| 144   | 146   | 142   | 461   | 483   | 461   | 414   |

График промене броја становника у току последњих година